# Шигимажино
Шигимажино (укр. Шигимажине; до 2025 года — Шигимагино), село,
Кленовский сельский совет,
Богодуховский район,
Харьковская область.
Код КОАТУУ — 6320884506. Население по переписи 2001 г. составляет 66 (25/41 м/ж) человек.

## Географическое положение
Село Шигимагино находится на правом берегу реки Мерла.
К нему примыкают сёла
Мерло,
Песочин и
Сенное.
По селу протекает пересыхающий ручей на котором сделана запруда.

## История
- 1694 — дата основания.

## Экономика
- В селе есть молочно-товарная ферма.